# Parque natural de San Lorenzo del Munt y del Obac
El Parque natural de San Lorenzo del Munt y del Obac (en catalán: Parc Natural de Sant Llorenç del Munt i l’Obac) es un espacio natural protegido español situado en la provincia de Barcelona, Cataluña, en las comarcas del Bages, el Vallés Occidental y el Moyanés, en el macizo de San Lorenzo del Munt y la Sierra del Obac.
Sus cimas principales son el Montcau (1052 m) y la Mola (1104 m), donde se encuentra el Monasterio de Sant Llorenç del Munt, que da nombre al macizo.

## Introducción
El parque natural de San Lorenzo del Munt y del Obac forma parte de la Red de Espacios Naturales protegidos, promovidos y gestionados por la Diputación de Barcelona. El interés paisajístico, biológico y cultural del macizo de San Lorenzo del Munt y la sierra del Obac justifica la creación del espacio protegido, convirtiéndolo en una plataforma para el fomento de un uso racional del territorio que haga posible el aprovechamiento ordenado de los recursos. A la vez, el parque responde a los demandantes de equipamientos e instalaciones para el recreo y la actividad pedagógica en el medio natural.
El primer plan de ordenación del parque data de 1972. Un nuevo plan especial fue aprobado en 1982 ante el desmesurado crecimiento de las urbanizaciones que lo rodeaban. Finalmente, en 1987 fue declarado el parque natural por un decreto de la Generalidad de Cataluña. En 1998 se modificó el plan especial para ampliarlo en 4055 ha más, hasta las 13 694 actuales.
En agosto de 2003 un gran incendio forestal arrasó su parte nordeste, afectando a los municipios de Granera, Monistrol de Calders, Mura y San Lorenzo Savall. En este último se inició el fuego.

## Geografía

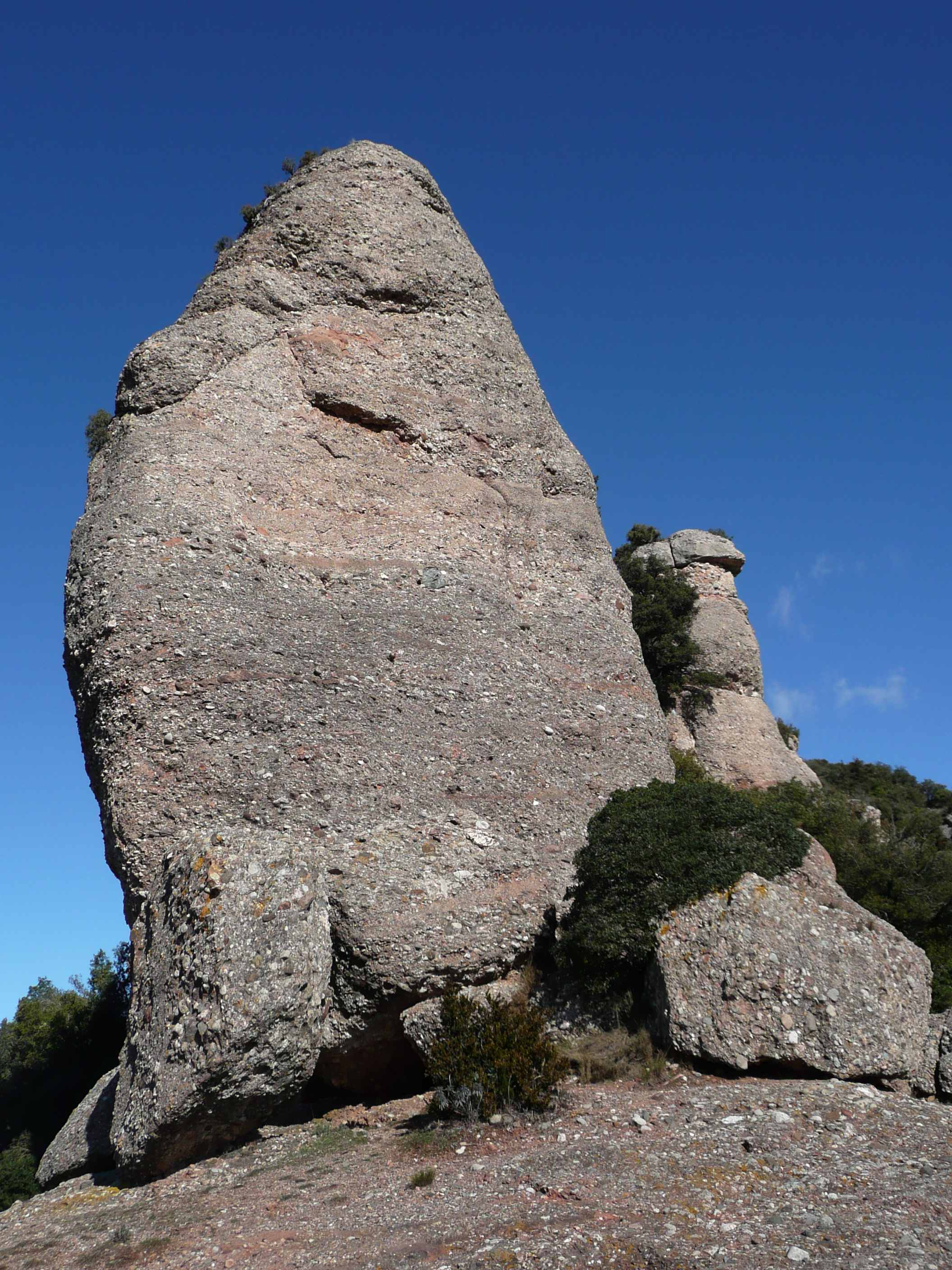
Monolito rocoso formado por conglomerado. Sierra del Obac.

El parque está formado por los dos macizos que le dan nombre: el de Sant Llorenç del Munt, que culmina en las cimas de la Mola y el Montcau, con más de mil metros cada una, y la sierra del Obac, no tan elevada, cuyos montes más altos son el Castellsapera (939,3 m), el cerro del Castellar (931 m) y la colina de Tres Creus (929,7 m). Ambos conjuntos montañosos están separados en el sur por la riera de las Arenas y al norte por el torrente de Estenalles, uniéndose a través del collado de Estenalles (870,4 m), donde hay un centro de información. La red hidrográfica se compone de dos grandes ejes: la mencionada riera de las Arenas, que solamente lleva agua con ocasión de lluvias torrenciales y es afluente de la riera de Rubí, y el río Ripoll, de caudal permanente y tributario del Besós.
Tiene clima mediterráneo subhúmedo; por eso los principales bosques son de encinas y pinos, aunque también hay importantes robledales. Las precipitaciones oscilan entre los 800 mm. anuales de La Mola y los 700 del Obac, que se concentran durante el otoño y la primavera, aunque en el verano se pueden originar tormentas locales y en invierno puede nevar ocasionalmente.
Las rocas predominantes son los conglomerados, unidos por cementos silicios y calcáreos. Corresponden en su mayor parte a los depósitos de un delta fluvial del Eoceno, aunque las zonas más altas de la sierra del Obac pertenecerían al Oligoceno, cuando el brazo de mar donde desembocaba el gran río eocénico quedó convertido en un lago. Formados por pizarras, calizas, cuarzo y rocas eruptivas, estos conglomerados están dispuestas en diversas capas inclinadas y atravesadas por diaclasas, que favorecen la erosión del agua de lluvia. Dicha erosión ha modelado una orografía muy escarpada, llena de riscos y vaguadas, con torrentes y rieras en todas direcciones, que forman un relieve similar al vecino macizo de Montserrat. El origen de tales rocas está en la deposición de cantos rodados y otros materiales transportados por las corrientes fluviales durante la Era Terciaria, hace 50 millones de años. Estos cantos rodados se fueron cimentando mediante una matriz calcárea o arcillosa, dando lugar a los conglomerados. La acción erosiva del agua hizo el resto, produciendo elementos tan característicos del parque como los canales, los roquedos y los monolitos.

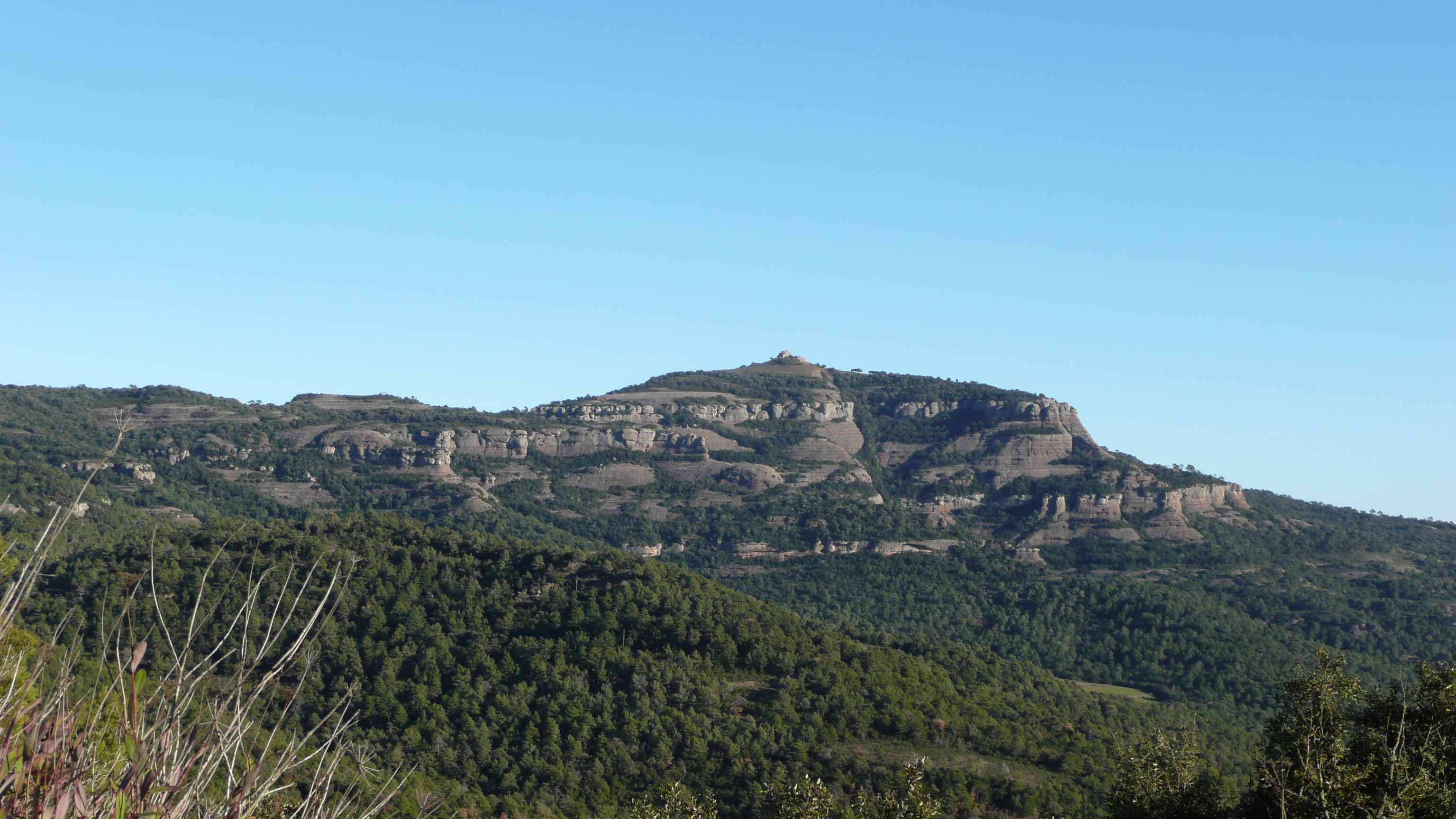
La Mola (1104 m), con el monasterio de Sant Llorenç del Munt en la cumbre.

Las cimas principales están rodeadas de murallas rocosas escalonadas, socavadas por abrigos y cuevas, y flanqueadas por monolitos residuales de nombres caprichosos: Cavall Bernat, Cova del Drac, etc.
A nivel subterráneo, el agua ha modelado un impresionante conjunto de cavidades que, al aflorar al exterior, dan lugar a las conocidas simas, cuevas, surgencias y madrigueras. Entre todas ellas destaca la conocida como cueva Simanya, que sirve de drenaje al Montcau: su boca de entrada tiene diez metros de altura, que dan paso a una primera galería de 100 metros de longitud, luego a otra de 110 y finalmente a dos ramificaciones de 45 y 60 metros más respectivamente. También significativas son la cueva del Manel (con 932 m entre las distintas galerías), de las Ànimes (276 m) y el avenc del Daví (65 m de profundidad y 250 de recorrido), todas ellas en Sant Llorenç del Munt. En la sierra del Obac se han de mencionar las Cuevas o Mina de Mura, de 180 m de longitud y con una gran sala llena de estalactitas, estalagmitas y rocas de formas curiosas.

### Municipios comprendidos
El parque natural de Sant Llorenç del Munt i l'Obac se encuentra ubicado en la mitad septentrional de la cordillera Prelitoral catalana, a caballo entre las comarcas del Bages, Vallés Occidental y Moyanés, entre el río Llobregat, al oeste, y el río Ripoll, al este.
Son 12 los municipios que tienen parte de su término municipal en él: 
- Castellar del Vallés
- Granera
- Matadepera
- Monistrol de Calders
- Mura
- Rocafort y Vilumara
- Rellinars
- San Lorenzo Savall
- San Vicente de Castellet
- Talamanca
- Tarrasa
- Vacarisas

### Accesos
De las ciudades de Tarrasa y Sabadell, en el sur, y de Manresa, en el norte, parten las principales vías de acceso. Desde ellas se puede llegar a las carreteras comarcales que atraviesan el macizo y nos facilitan el acercamiento hasta los distintos puntos de salida de las excursiones.
A Tarrasa y Sabadell se accede mediante vehículo motorizado desde Barcelona por las autopistas C-58 y C-16, continuando este última hasta Manresa. La línea 4 de los trenes de cercanías de RENFE enlaza estas cuatro poblaciones. También los trenes de FGC llegan mediante diversas líneas (S1, S2 y R5) a estos destinos. Finalmente, hay autobuses de carácter local que partiendo desde las ciudades cercanas llegan a los diferentes pueblos de la comarca.
El corazón del parque es atravesado por la carretera Matadepera-Talamanca-Navarclés (BV-1223), que sube paralela a la riera de las Arenas por el coll d'Estenalles. Al oeste, las rutas Tarrasa-Rellinars (B-122) y Rocafort y Vilumara-Mura (BV-1224) rodean los contornos occidentales (sur y norte, respectivamente) de la sierra del Obac. Al este, siguiendo el río Ripoll, la carretera entre Castellar del Vallés-San Lorenzo Savall-Monistrol de Calders (B-124) hace lo propio con la fachada oriental de Sant Llorenç.

## Flora

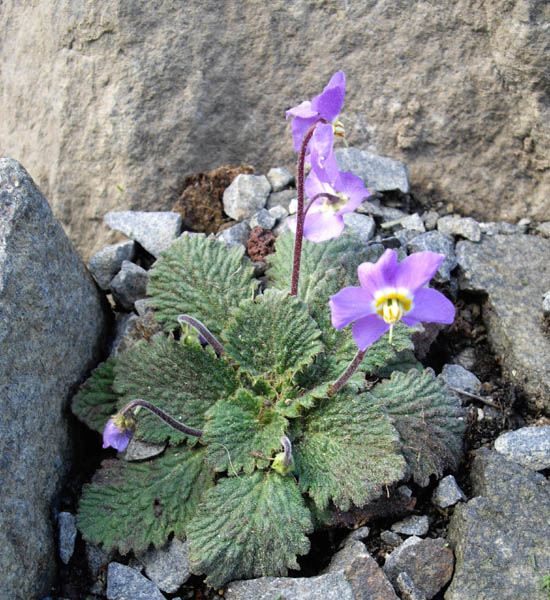
Ramonda myconi, denominada popularmente oreja de oso, planta herbácea relictual del Cenozoico.

La base del macizo se encuentra ocupada por pinares de pino blanco (Pinus halepensis), muy resistentes a la falta de agua, que llegan hasta los 600 metros de altitud y suelen ser sustituidos en las zonas menos soleadas y/o altas por pino rojo (Pinus sylvestris) y pino negro (Pinus nigra). Estos pinares, en su mayor parte, son fruto de la transformación humana del bosque original y en muchas áreas aparecen mezclados con encinas (Quercus ilex) y arbustos mediterráneos como el brezo (Erica) y el madroño (Arbutus unedo). Los encinares constituyen el bosque más característico y extenso del parque, que por encima de los 800 metros se enriquece con especies como el serbal (Sorbus), el boj (Buxus) y el roble (Quercus). Este último forma algunas matas muy interesantes, como la de las Teixoneres o del soto de la Bota. En las vaguadas más umbrías se pueden encontrar bosquecillos de avellanos (Corylus avellana), junto a los cuales crecen plantas propias de las regiones centroeuropeas, constituyendo los reductos más meridionales de su distribución.
En los roquedos y en los acantilados hay plantas de gran interés, adaptadas a condiciones extremas. Típicas de los lugares con poco suelo y orientados al norte son la relictual oreja de oso (Ramonda myconi), la endémica corona de reina (Saxifraga callosa ssp. catalaunica), el polipodio común (un helecho, Polypodium vulgare) o la campanula. En los pedregales de solana abundan durante la primavera el aromático tomillo (Thymus vulgaris), el ojo de lobo (Onosma tricerosperma), la falangera (Anthericum liliago), el tulipán silvestre (Tulipa sylvestris ssp. australis) o los narcisos (Narcissus dubius y Narcissus assoanus). Entre las plantas  perennes destacan algunas de hojas carnosas, adaptadas a la sequía, como la uña de gato (Sedum sp.), la lechuga silvestre (Lactuca perennis) y los conejitos (Antirrhinum majus).

## Fauna
La existencia de grandes masas forestales alternando con espléndidos riscos y acantilados que se alzan majestuosamente sobre la llanura ofrecen unas condiciones óptimas para el refugio, la cría, la invernada y el paso de numerosas especies de vertebrados. Por la gran variabilidad de ambientes ecológicos presentes en los terrenos del parque, se pueden diferenciar claramente diversas comunidades faunísticas bien particulares. Así, desde los típicos habitantes rupícolas hasta los animales de los cultivos próximos a las masías, pasando por la fauna propiamente boscosa, se contabilizan un número considerable de especies animales (entre ellas, cerca de dos centenares de vertebrados), la mayoría de gran interés.

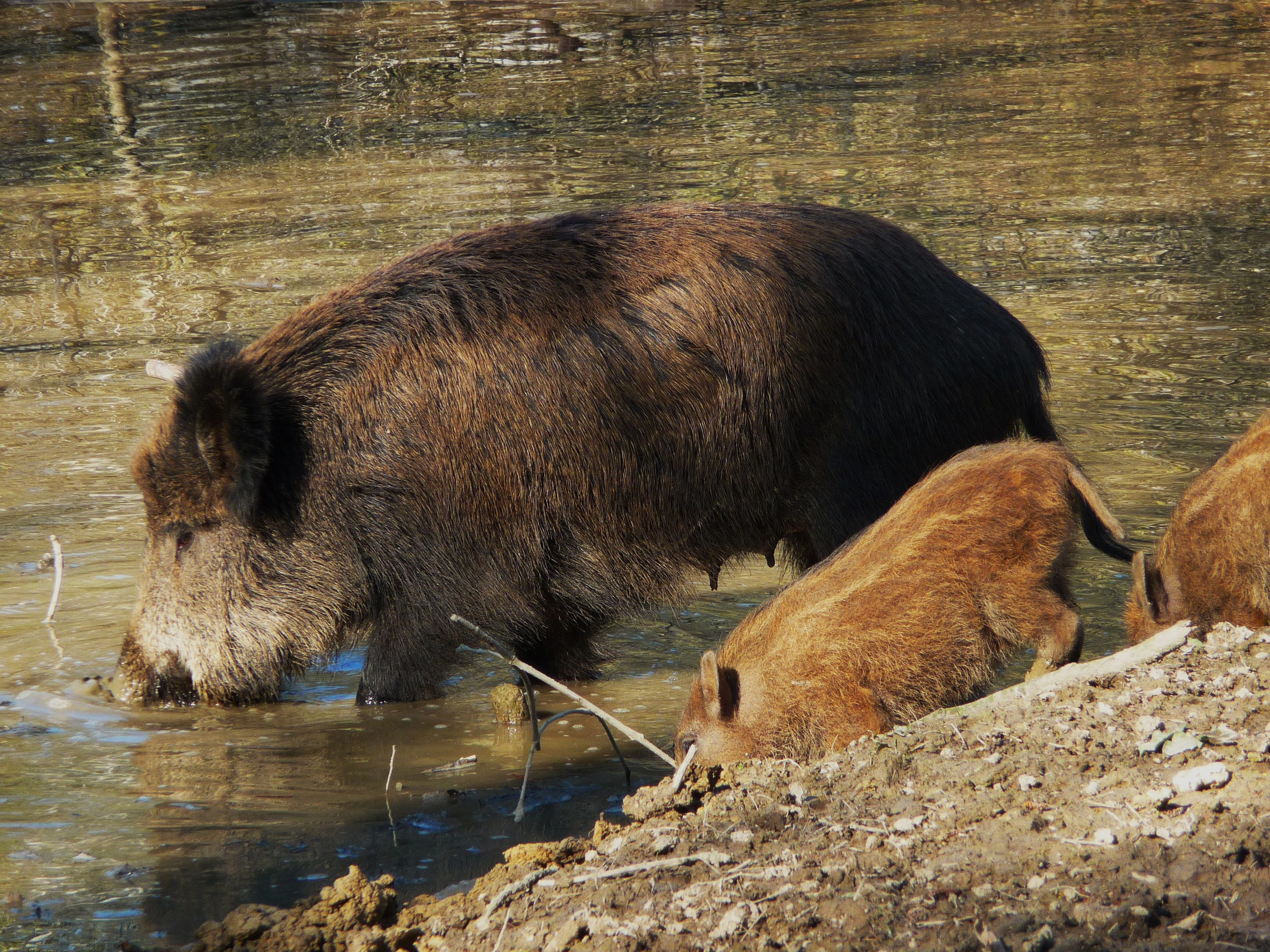
Jabalí hembra (jabalina) con sus crías (rallones).

Una de las especies de mamíferos que ha visto más incrementada su presencia en el parque los últimos años es el jabalí (Sus scrofa), del cual se pueden ver bastante rastros incluso en los caminos, a pesar de la presión cinegética a que han sido sometidos. No es raro sorprender a alguna ardilla (Sciurus vulgaris) saltando entre las ramas o conejos (Oryctolagus cuniculus) en los pedregales de las laderas. Hay que resaltar la importancia ecológica de los mamíferos carnívoros que controlan el equilibrio en las diferentes comunidades, ese es el caso de la garduña (Martes foina), la gineta (Genetta genetta), el zorro ( Vulpes vulpes) y el tejón (Meles meles) entre otros, de costumbres nocturnas o crepusculares, lo que dificulta su observación. También hay algunas colonias hibernantes de murciélagos de cueva (Miniopterus schreibersii).
Las aves representan el grupo más numeroso de los vertebrados del macizo. Las más comunes son el mirlo (Turdus merula), la paloma torcaz (Columba palumbus), el arrendajo (Garrulus glandarius) y el petirrojo (Erithacus rubecula) que crían allí. En las partes bajas del macizo abundan el jilguero (Carduelis carduelis), la abubilla (Upupa epops ) y el zorzal (Turdus philomelos), que nidifica en uno de sus límites más meridionales en la Península.

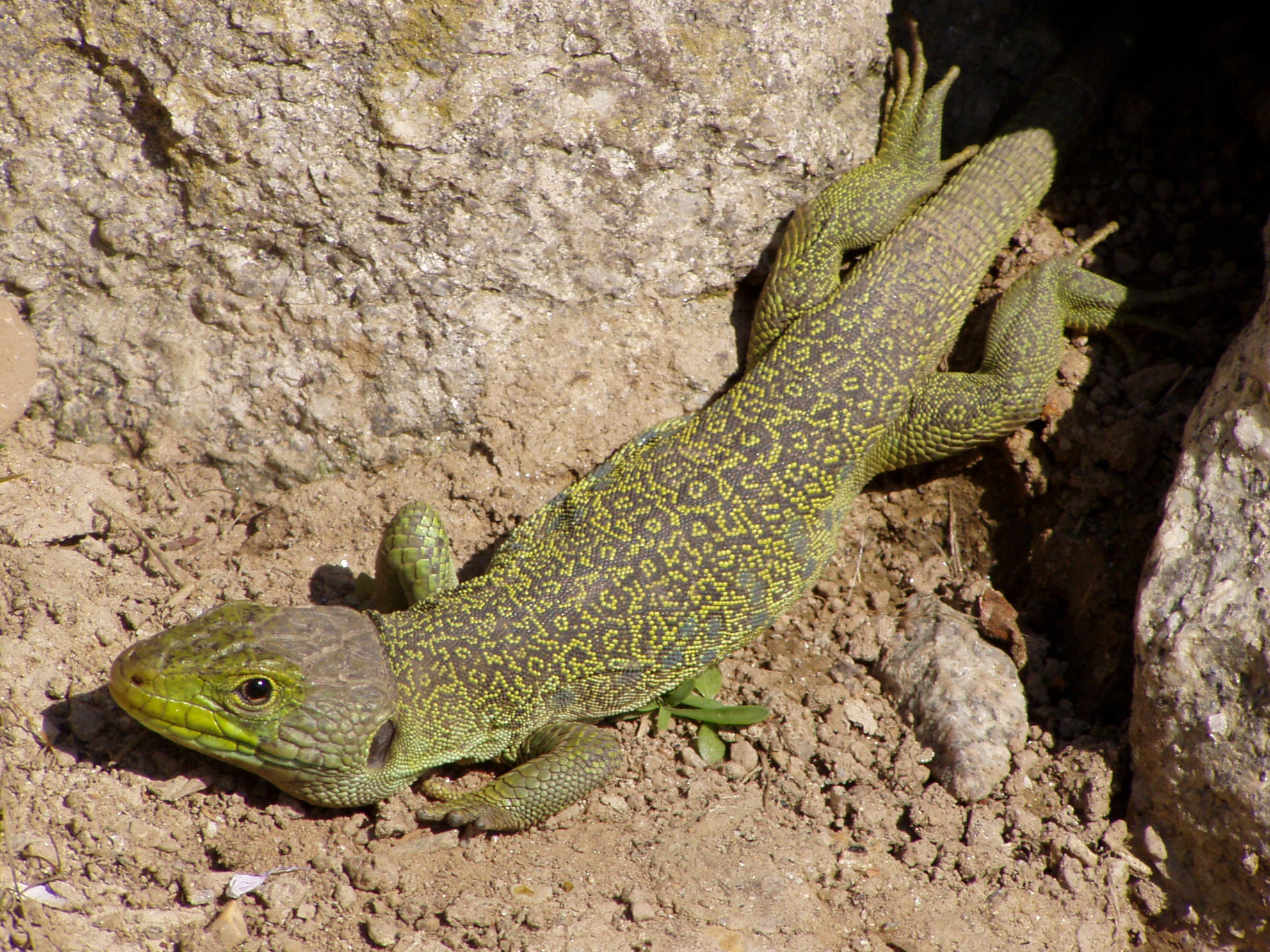
Lagarto ocelado (Timon lepidus).

De vez en cuando aparecen en el cielo algunas rapaces como el águila perdicera (Hieraaetus fasciatus) y  el azor (Accipiter gentilis), así como varios falcónidos; muy excepcionalmente se pueden contemplar buitres (Gyps fulvus) y, quizás, un águila real (Aquila chrysaetos), ambos extinguidos como nidificantes. Asimismo, hay que destacar la presencia de algunas parejas de búhos reales (Bubo bubo), que han desaparecido en gran parte de Europa, mientras que aquí están presentes todavía en los peñascos más salvajes de las vaguadas.
Entre los matorrales y pinares es frecuente la culebra bastarda (Malpolon monspessulanus) y la culebra de escalera (Elaphe scalaris). Tampoco es raro sorprender entre los pedregales del parque al lagarto ocelado (Timon lepidus) o la víbora hocicuda (Vipera latastei).
En muchas de las fuentes que se encuentran en la montaña, crecen larvas de los vistosos tritones y salamandras (Salamandra salamandra, etc.), así como diferentes especies de ranas y sapos (Bufo, Alytes, etc.).

## Ocupación humana

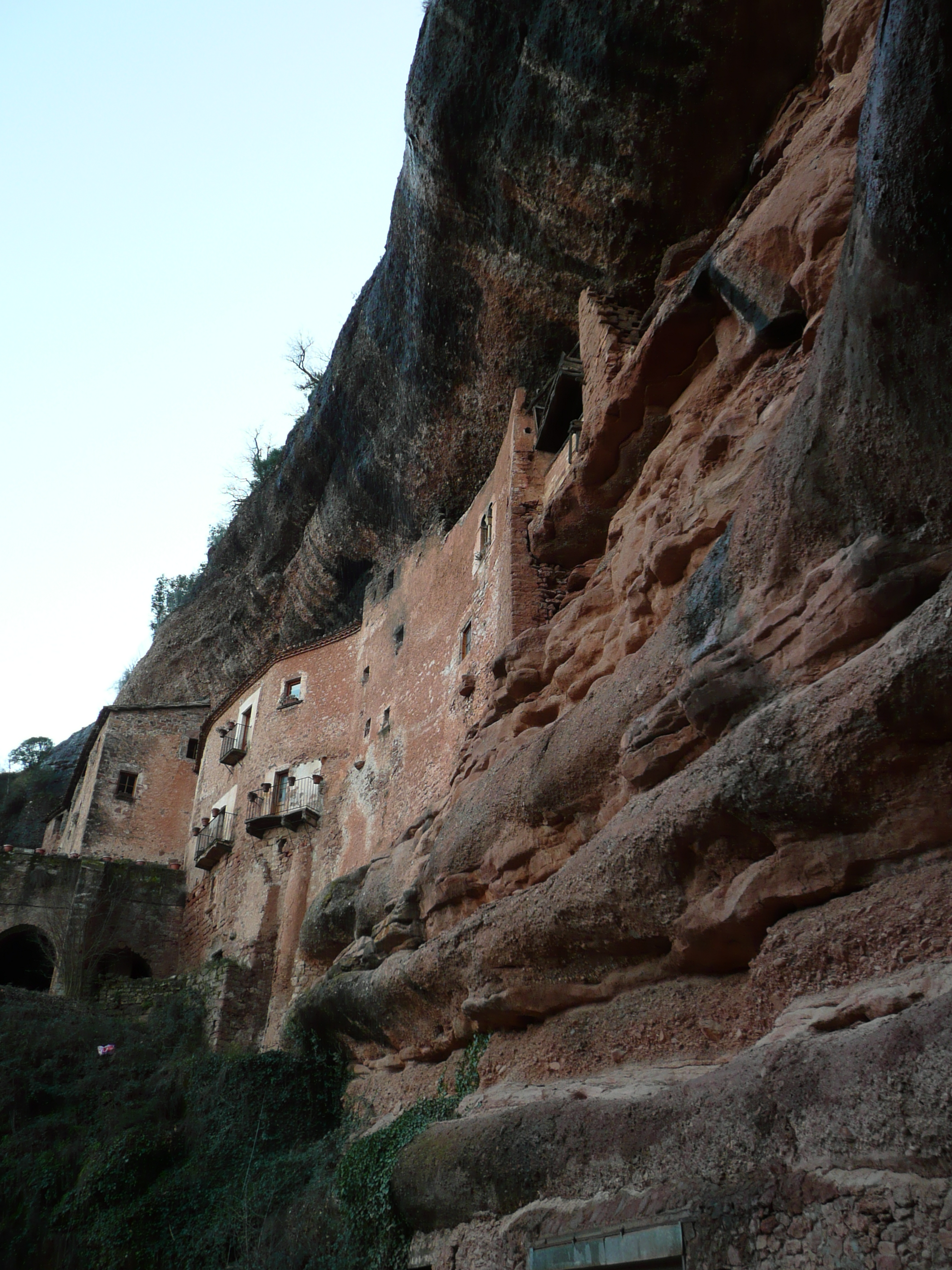
Puig de la Balma, Mura. Masía del construida aprovechando un refugio rocoso (balma).

El asentamiento humano en ambos macizos es conocido desde la prehistoria. A lo largo de los siglos se han ido acumulando restos que son testimonio de las ocupaciones de los diferentes periodos históricos. En las cuevas del Frare y Simanya se han hallado fragmentos cerámicos y otros elementos correspondientes al Neolítico inicial y final, al Calcolítico, a la Edad del Bronce, a época ibérica y a la Edad Media. Muy cerca de la segunda, en el collado de Eres (ambos lugares al pie del Montcau), se encontraron cuatro sepulturas de cista datadas como visigodas gracias a una fíbula de bronce.
De todos estos periodos, el que ha dejado una huella más profunda es el de la Alta Edad Media, época en que empezaron a formarse en los alrededores del macizo la mayoría de los núcleos habitados que constituyen los pueblos y ciudades actuales.
Entre los elementos más destacables se encuentran iglesias románicas como la de Nuestra Señora de las Arenas (citada ya en 1121) y, muy especialmente, el monasterio de Sant Llorenç del Munt, construido en la cumbre de la Mola. Aunque hay referencias tempranas acerca de la existencia de tres iglesias o capillas en dicha cima entre 947-957 (dependiendo de los autores), el edificio románico que ha llegado hasta nuestros días se comenzó a construir, probablemente, en 1045, siendo consagrado en el año 1064. Su iglesia es una copia exacta (a tamaño reducido) de la abadía de Sant Cugat. Muy pronto comenzó su decadencia, aunque siguió estando habitado hasta 1637, siendo después abandonado. El 30 de marzo de 1809 las tropas del ejército de Napoleón destruyeron lo que quedaba en pie.
También deberíamos destacar los numerosos castillos y torres fortificadas que se construyeron entre los siglos IX-XII. Además de los castillos de Mura y Pera (cuyas primeras referencias escritas datan del 978) o Rocamur (citado en 1055), levantados sobre rocas escarpadas alrededor del Montcau y actualmente en un estado ruinoso, en la periferia inmediata al parque podemos encontrar interesantes ejemplos como los de Castellar del Vallés, Rocafort, Talamanca o Castellbell.

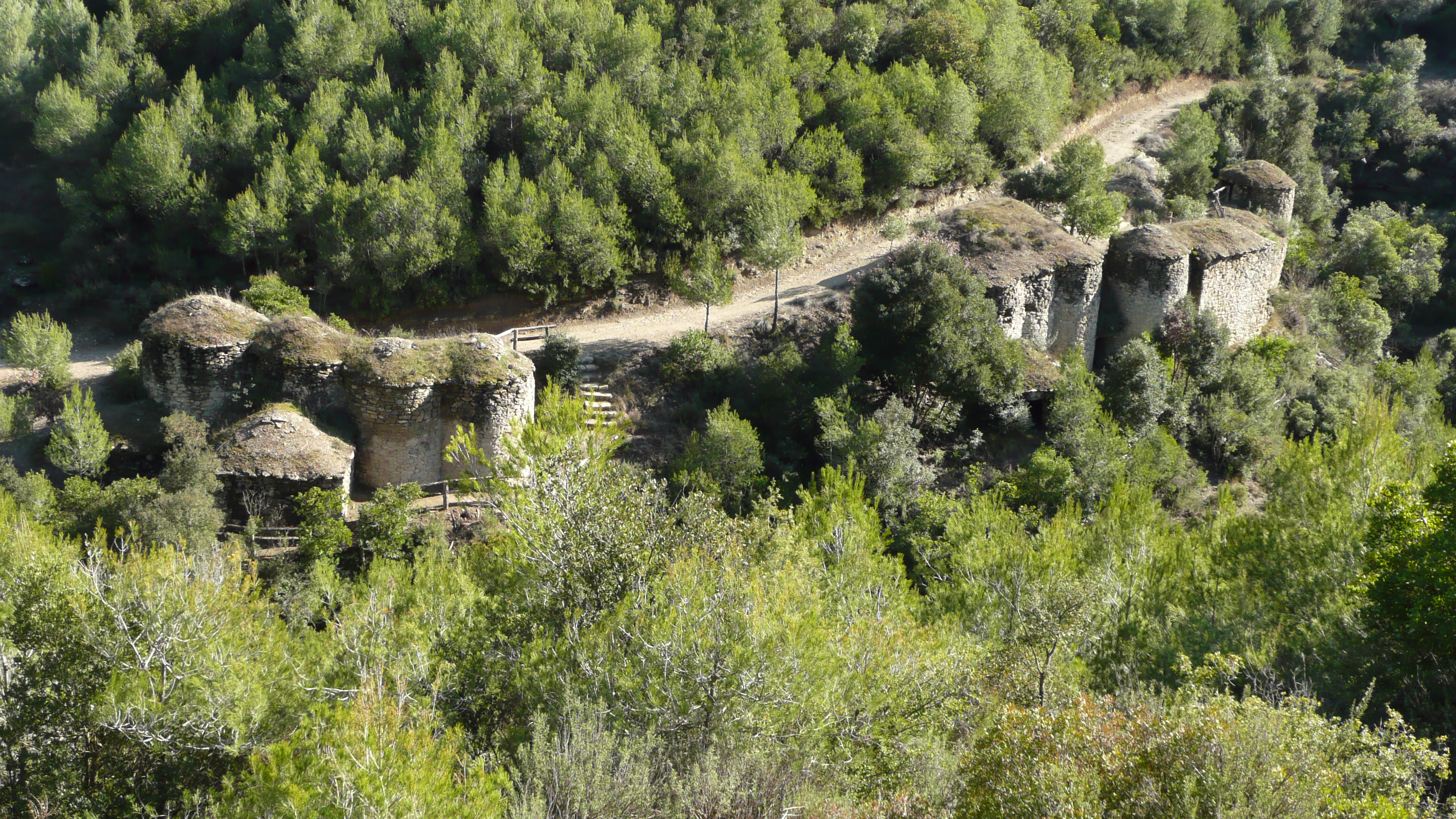
L'Escudelleta, Rocafort y Vilumara, lagares construidos en el.

Asimismo, hay abundantes masías del siglo XIV o anteriores (algunas de ellas fortificadas, como el Puig de la Balma) y muchas otras trazas que las actividades de sus habitantes han dejado al transcurrir el tiempo:
- restos de carboneras, en las que se fabricaba carbón a partir de las encinas;
- pozos de hielo, donde se almacenaba el hielo del invierno para ser vendido el verano siguiente;
- hornos para fabricar cal;
- muros de piedra seca y lagares entre las viñas, testimonios del cultivo de la viña.[12][13]

La payesía, antes extendida por todo el macizo y hoy residual, es heredera de unas tradiciones y una cultura de profundas raíces. Este campesinado ha generado una larga lista de leyendas relacionadas con la montaña entre las que destaca la del dragón de Sant Llorenç, monstruo que se refugiaba cerca de La Mola y fue matado en lucha singular por el conde de Barcelona Wifredo. Otras historias que han llegado hasta nuestros días son las del Pere penitente, Marieta la ciega, el rayo de Sant Joan, los monederos falsos de los Òbits, los tres demonios de Borrell, el bandolero Capablanca, etc.

## Actividades

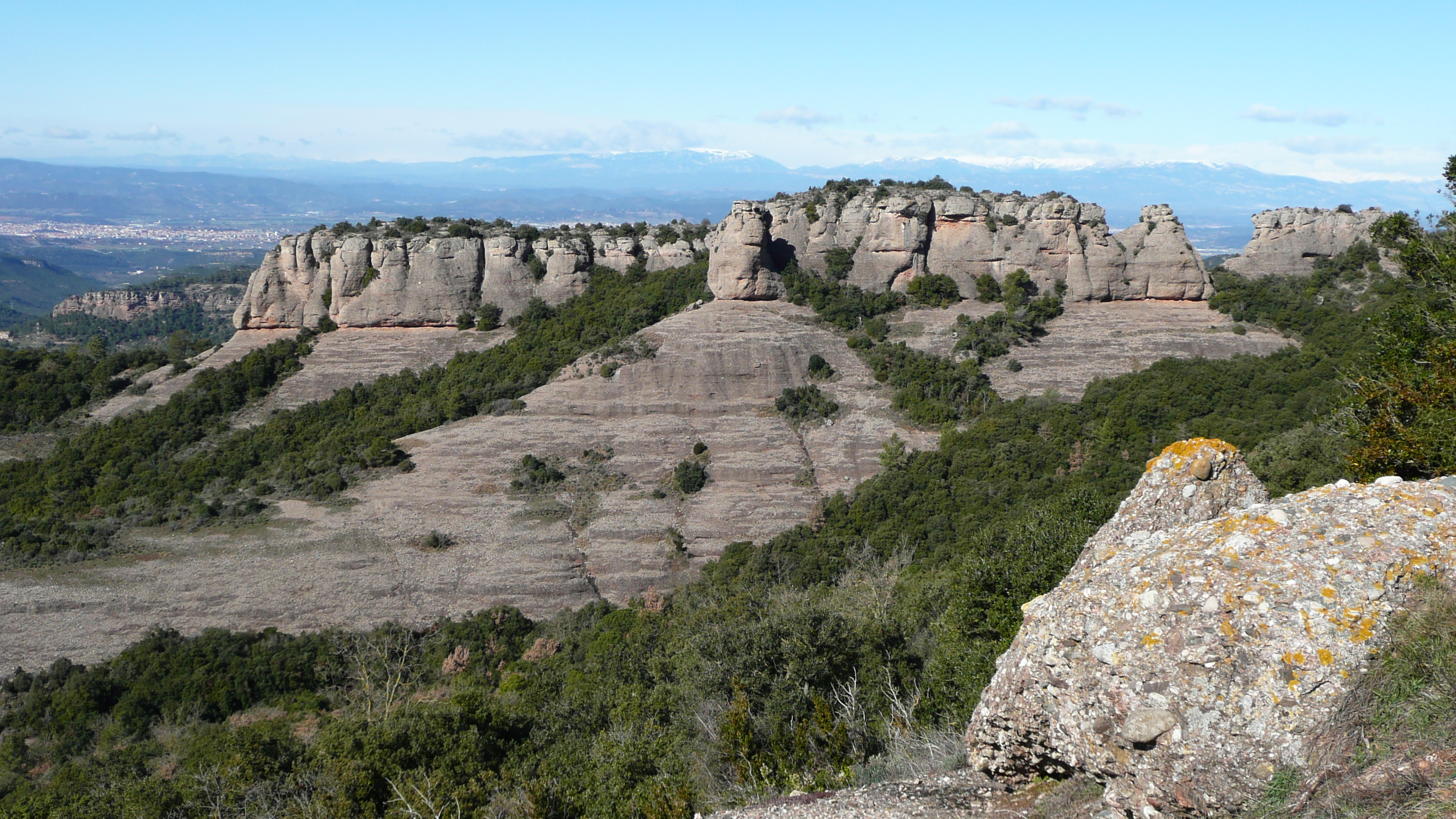
Sierra del Obac con la Plana del Bages y el Prepirineo nevado al fondo.

El parque en la mesa es un programa cultural-gastronómico promovido por la Diputación de Barcelona que da a conocer los productos naturales elaborados y producidos por restaurantes, bodegas y productores artesanos de las poblaciones dentro del ámbito de los parques en que se desarrolla.
Esta propuesta destaca, mediante la gastronomía, la viticultura y la elaboración artesana de productos, los valores naturales, culturales y paisajísticos de los parques que forman parte de la Red de Espacios Naturales. 